# Dieudonné Dagnelies
Dieudonné Dagnelies (né le 9 septembre 1825 à Lobbes – mort le 19 juin 1894 à Charleroi) est un chef d'orchestre, compositeur et trompettiste belge.

## Biographie
Dieudonné Dagnelies, né le 9 septembre 1825 à Lobbes, est le fils de Laurent Joseph Dagnelies, cordonnier et clarinettiste, et de Marie Thérèse Painparet. Il se marie en 1850 à Haine-Saint-Pierre avec Marie Catherine Mayence.
Il commence à travailler aux verreries de Mariemont et devient coupeur de verre. À 12 ans, il s'inscrit dans l'orchestre créé à Lobbes en 1837 par Benoit Constant Fauconnier, originaire de Fontaine-l'Evêque. Il devient ainsi un trompettiste renommé. Il est remarqué par le président de l'Harmonie des Verreries de Mariemont qui l'engage dans la Société musicale de Mariemont. Il y acquiert la connaissance théorique de la musique et son chef d'orchestre, le prenant en amitié, lui inculque les principes de la direction d'une harmonie.
À partir de 1848, il se consacre uniquement à la musique instrumentale en acceptant la direction de la Société Lyrique de Fontaine-l'Evêque.
En 1870, il devient directeur de la société de son enfance : la Société Philharmonique de Lobbes. Cette même année, il reprend aussi la direction des Philharmonies de Mariemont et des Glaceries de Sainte-Marie d'Oignies. À la tête de ses différentes sociétés harmoniques belges et françaises, il remporte de nombreux concours internationaux. En 1880, il remporte le grand concours du cinquantenaire des fêtes de l'indépendance de la Belgique.
Il se fait connaître par quelques œuvres et son travail pédagogique est apprécié au point qu'à la fin de sa vie il dirige jusqu'à une trentaine d'harmonies de différentes localités de la région de Charleroi et du nord de la France.
Simultanément, il crée à Charleroi un commerce d'instruments à vent.
Il laisse une œuvre en matière de composition et en matière de pédagogie musicale pour les instruments à vent.
À la suite de son décès le 19 juin 1894 à Charleroi, Il est inhumé dans cette ville.

## Sélection d'œuvres
- Le Marchiennois.
- Grande Marche Triomphale.
- Grande Fantaisie militaire.
- Les bords de Meuse : ouverture.
- I Masnadieri : ouverture.
- Les Clechettes : mazurka.

## Hommages
- Officier d'académie en 1885 (France) ;
- Directeur du Cercle musical de Charleroi en 1889 ;
- Une rue de Charleroi, anciennement la rue de Mons où il habitait, porte son nom depuis le 17 juillet 1894[3].